# أندرو هندرسون (لاعب اتحاد الرغبي)
أندرو هندرسون (بالإنجليزية: Andrew Henderson)‏ هو لاعب اتحاد الرغبي بريطاني، ولد في 3 فبراير 1980 في اتشثام ‏ في المملكة المتحدة.

## وصلات خارجية
- أندرو هندرسون على موقع دوري الرغبي الممتاز (الإنجليزية)
- أندرو هندرسون عل موقع إسبنسكروم (الإنجليزية)
- أندرو هندرسون على موقع ItsRugby.co.uk (الإنجليزية)